# بابايلوي جانانلو
بابايلوي جانانلو هي قرية في مقاطعة خدا أفرين، إيران. عدد سكان هذه القرية هو 173 في سنة 2006.